# Dương Cát Nỗ
Dương Cát Nỗ (tiếng Mãn: ᠶᠠᠩᡤᡳᠨᡠ, phiên âm: Yangginu, tiếng Trung: 杨吉砮; bính âm: Yángjínǔ; ? － 1584) là con trai thứ của Thái Xử và là Diệp Hách Bối lặc (Đông thành). Dương Cát Nỗ là nhạc phụ của Thanh Thái Tổ Nỗ Nhĩ Cáp Xích, ngoại công của Thanh Thái Tông Hoàng Thái Cực. Theo sử sách ghi lại, Nỗ Nhĩ Cáp Xích trước khi khởi binh đã qua Diệp Hách. Dương Cát Nỗ nhận thấy Nỗ Nhĩ Cáp Xích là người phi thường, do vậy hứa gả con gái cho, ngoài ra còn tặng áo giáp, ngựa, phái binh hộ tống Nỗ Nhĩ Cáp Xích về Hách Đồ A Lạp.
Tổ tiên vốn là Thổ Mặc Đặc thị (Tumed) của Mông Cổ, về sau cải tính thành Nạp Lạt. Đến thời Thanh Giai Nỗ và đệ là Dương Cát Nỗ đã thôn tính, an phủ các bộ tộc lân cận. Với địa thể hiểm yếu, Diệp Hách có hai thành trì, cách nhau vài dặm. Thanh Giai Nỗ trấn giữ Tây thành, Dương Cát Nỗ trấn giữ Đông thành, hai người đều là Bối lặc của Diệp Hách. Nhà Minh để hài âm, gọi họ là "Nhị nô".

## Phụ thuộc Vương Đài
Vào thời hai huynh đệ Thanh Giai Nỗ, Cáp Đạt Vạn Hãn là Vương Đài có thế lực cường thịnh. Vương Đài nhân được nhà Minh sủng ái nên xưng bá trong các bộ Nữ Chân. Hai huynh đệ Thanh Giai Nỗ phụng sự Vương Đài, gả em gái cho Vương Đài để kết sui gia. Được sự ủng hộ của Vương Đài, huynh đệ Thanh Giai Nỗ tạo thế liên hiệp với cường hào Kiến Châu là Vương Cảo cướp bóc tại biên giới nhà Minh. Nhà Minh tiến đánh Vương Cảo, còn Thanh Giai Nỗ và Dương Cát Nỗ được Vương Đài che chắn nên bình an vô sự.

## Phục thù tổ tiên
Tuy nhiên, huynh đệ Thanh Giai Nỗ luôn ghi nhớ thù giết tổ phụ Trử Khổng Cách, trong lòng vẫn còn oán hận Vương Đài. Vào những năm sau, thế lực của Cáp Đạt suy yếu, Diệp Hách liên hiệp với cáp đồn thủ lĩnh Hoảng Hốt Thái, thừa cơ lấy lại đất cũ. Thuộc hạ Bạch Hổ Xích của Hỗ Nhĩ Can (con trai cả của Vương Đài) tạo phản tại Cáp Đạt rối quy phục Diệp Hách. Thế lực của Diệp Hách dần cường thịnh. Sau khi Vương Đài chết, các con tranh giành nối ngôi, con trai thứ là Khang Cổ Lỗ tranh vị thất bại đã đào thoát đến chỗ Thanh Giai Nỗ, Thanh Giai Nỗ gả cho con gái, ly gián tử tôn của Vương Đài tự tàn sát lẫn nhau.
Năm Vạn Lịch thứ 11 (1583), huynh đệ Thanh Giai Nỗ dẫn theo tướng làm phản của Cáp Đạt là Bạch Hổ Xích, Tái Gia Thượng Noãn Thỏ, Hoảng Hốt Thái cùng hơn vạn kị binh, tập kích Mạnh Cách Bố Lộc, chém đầu 300 người. Triều đình nhà Minh một mặt ban thưởng cho Diệp Hách, một mặt lại ra chiếu dụ bãi binh, mong chấm dứt sự việc. Tuy nhiên, huynh đệ Thanh Giai Nỗ không đồng ý, chỉ khi nào thôn tính được Cáp Đạt mới thôi. Do vậy, một lần nữa lại đốt cháy trang viên của Mạnh Cách Bố Lộc và huynh trưởng.

## Thiệt mạng
Năm Vạn Lịch thứ 20 (1584), theo tình thế và yêu cầu của Cáp Đạt, Tuần phủ Lý Tùng cùng Tổng binh Lý Thành Lương lập mưu giết chết huynh đệ Thanh Giai Nỗ. Lý Thành Lương sẽ đưa huynh đệ Thanh Giai Nỗ vào "thị khuyên" (tức vòng tròn chợ), giả vờ là ban thưởng, thực tế có phục binh. Huynh đệ Thanh Giai Nỗ không biết gì về kế hoạch này nên chỉ đem theo hơn 300 kị binh, khi họ vào, Lý Thành Lương hạ lệnh đóng cổng thành, pháo kích và phục binh ở khắp mọi nơi. Kết quả là Thanh Giai Nỗ, Dương Cát Nỗ, Bạch Hổ Xích, con trai Thanh Giai Nỗ là Ngột Tôn Bột La, con trai Dương Cát Nỗ là Cáp Nhân Cáp Ma cùng toàn bộ 311 người đã mất mạng. Đời sau gọi là "thị khuyên kế".
Sau khi huynh đệ Dương Cát Nỗ chết, con trai Thanh Giai Nỗ là Bố Trại, con trai Dương Cát Nỗ là Nạp Lâm Bố Lộc cùng giữ chức Bối lặc.